# Большая горлица
Больша́я го́рлица (лат. Streptopelia orientalis, ранее — лат. Turtur orientalis) — птица из семейства голубиных, самый крупный представитель рода горлиц.

## Внешний вид
Размеры большой горлицы около 30 см в длину, окраска буроватого оттенка на спине, брюшко — с розоватым оттенком, хвостовое оперение имеет чёрный цвет с белой полосой по краю. На шее у взрослых особей расположены чёрные и белые полосы. Глаза птицы светло-красного цвета, а веки тёмно-красного, клюв коричневый, ноги с красным оттенком. Хотя окраска и не очень яркая, но, по-своему, весьма привлекательна. Звучание голоса большой горлицы не отличается от воркования горлицы малой и обыкновенной и напоминает нежное урчание.

## Места обитания
Большая горлица любит селиться в смешанных и широколиственных лесах, в которых присутствуют многочисленные солнечные поляны, берёзовые леса, поймы рек. Редко можно увидеть этих птиц в тёмных и глухих лесах. Часто большую горлицу можно увидеть в городах и посёлках, здесь воркование этих птиц не является чем-то необычным. Парки и посадки вдоль дорог являются удобным местом для жизни горлицы. Жизнь рядом с людьми настолько удобна этим птицам, что многие из них сделали выбор в пользу городской жизни, расставшись с привычными для горлиц местами обитания.
Распространена большая горлица в Азии, от Урала до Сахалина и Охотского моря.

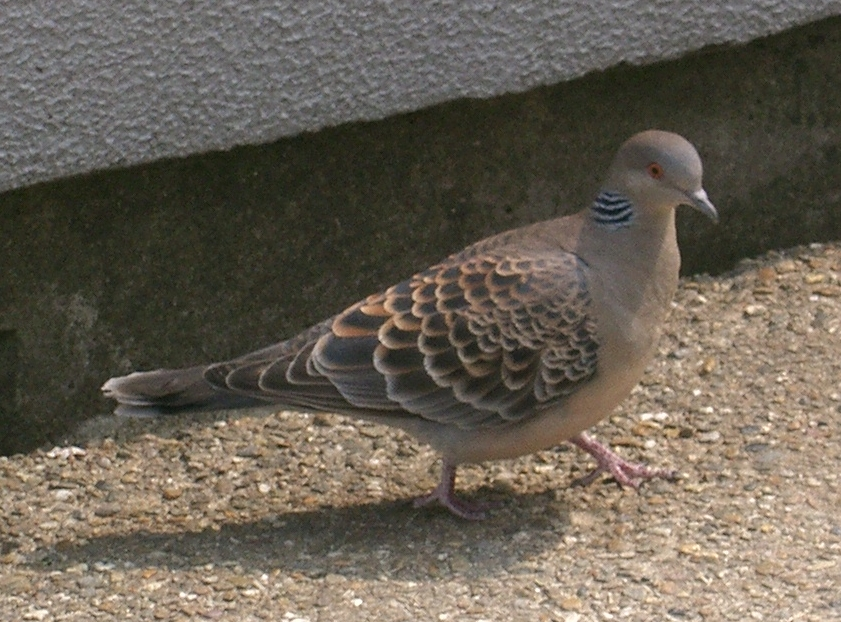
Большая горлица

## Гнёзда

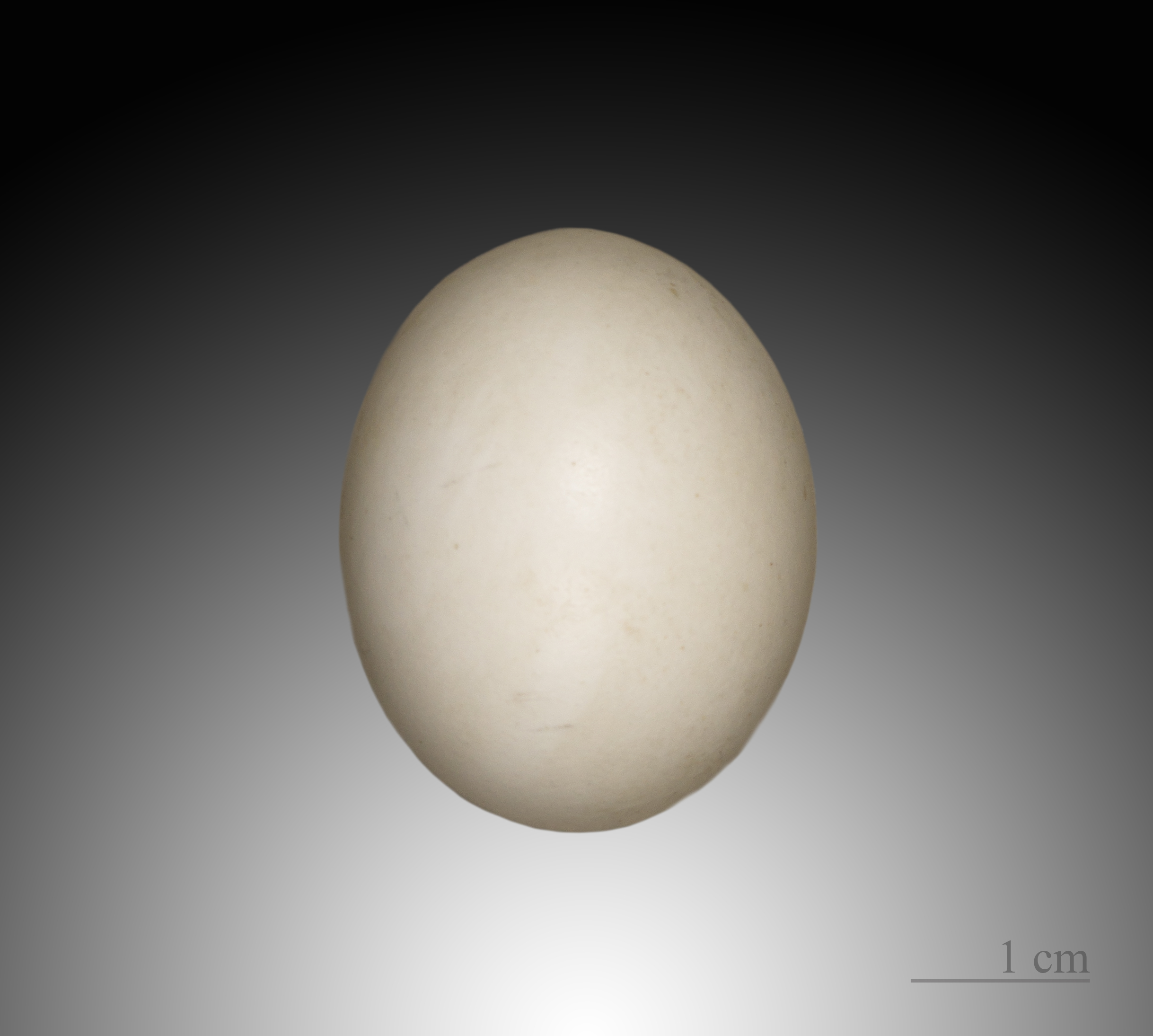
Streptopelia orientalis

Гнездо большой горлицы размещается на ветках деревьев, причем предпочтение делается горизонтальным, так как на них можно удобно расположить необходимое количество строительного материала для жилища. В городе гнездо большой горлицы можно увидеть на карнизах домов, на чердаках и под крышами жилища человека. Гнездо располагается невысоко от земли и по форме практически плоское. Строится жилище птицами довольно небрежно, иногда оно просвечивается насквозь и можно увидеть самку, сидящую на кладке. Горлица откладывает два чисто-белых яйца небольшого размера, весом около 9 г, которые насиживает в течение двух недель. За сезон выводится два выводка птенцов. Выкармливают молодых горлиц оба родителя, отрыгивая из зоба переработанную пищу в виде семян деревьев и насекомых. Через 20-30 дней птенцы вылетают из гнезда, они просто изгоняются своими родителями, так как способны сами добывать себе пищу. А самка приступает к новой кладке.

## Особенности
Полёт большой горлицы очень напоминает полёт голубя, эти птицы не являются лёгкой добычей для хищников, так как умело лавируют между ветвями деревьев. Главный враг горлицы — тетеревятник, но и ему нечасто удаётся схватить горлицу, если только она не на открытом пространстве. Часто хищники пользуются тем, что эти изящные птички любят влажные места, куда стаями слетаются на водопой в жаркое время суток. Место это, как правило, бывает открытое и есть большая вероятность стать добычей хищной птицы.
В конце сентября — начале октября большая горлица готовится к отлёту на зимовку. Зимуют они в Африке, хотя орнитологами до сих пор точно не установлены постоянные места зимовок этих птиц. Отлёт горлиц не привлекает внимания и проходит незаметно, так как они не создают больших стай. Только уже в процессе перелёта, они могут формировать огромные тучи из себе подобных особей и передвигаться такими стаями к месту зимовки. Не все горлицы являются перелётными. Те птицы, которые живут в северных областях — улетают на юг, а южные — оседлы и остаются на одном месте и летом и зимой.

## Мифы о большой горлице

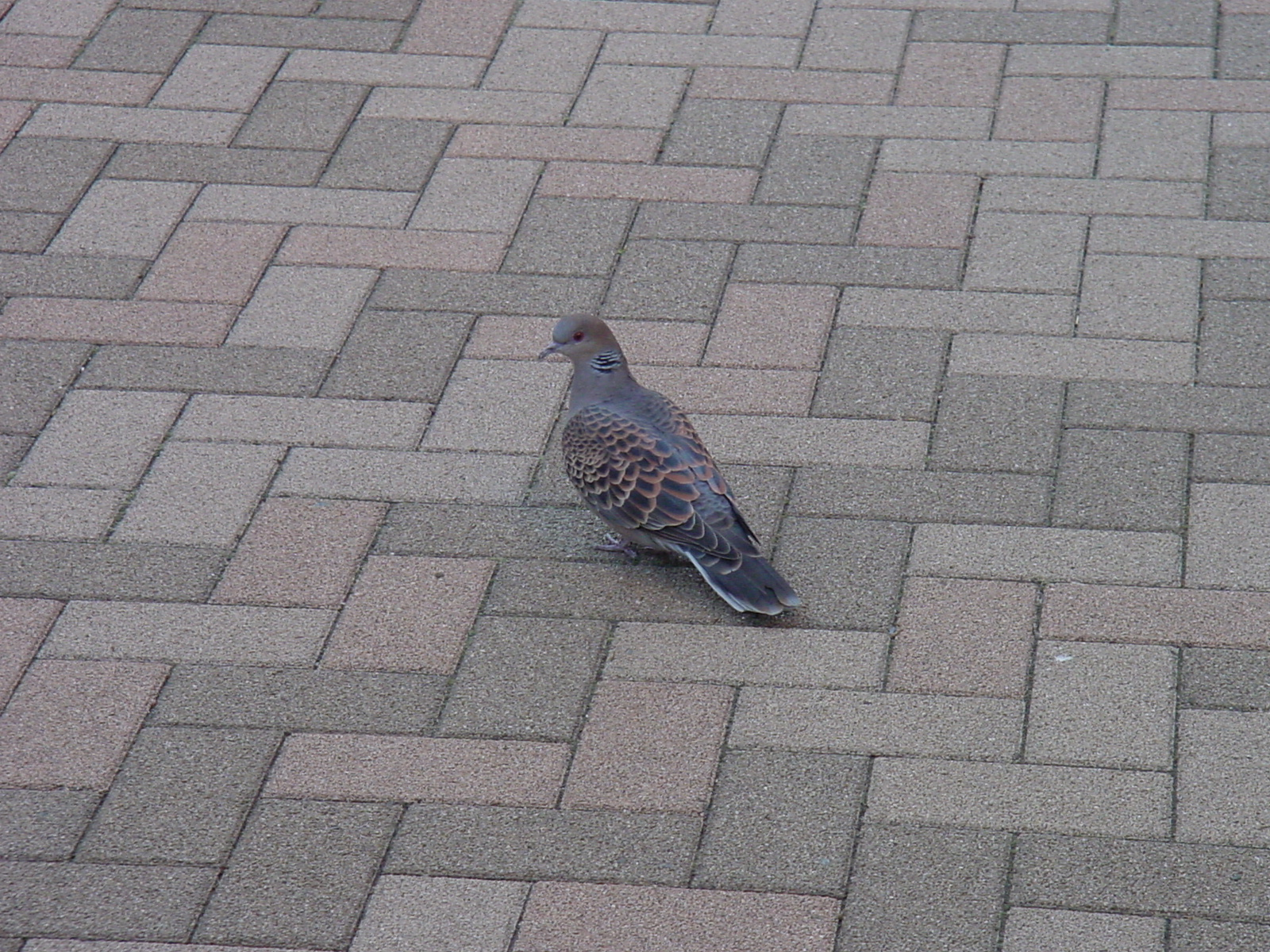

Миролюбивый и ангельский вид горлиц вводит людей в заблуждение. Эта птица, которая символизирует собой мир и счастье, вовсе не так миролюбива и имеет сложный и сварливый характер. Птицы дерутся из-за пищи, из-за жилища, при разделе участков и по многим другим причинам.
Умилительные голубиные поцелуи, ставшие притчей во языцех, есть ничто иное, как обыкновенное кормление самцом самки. Для того, чтобы передать жидкую кашицу из клюва в клюв необходим довольно длительный и тесный контакт, который люди и принимают за затяжной голубиный поцелуй.

## Продолжительность жизни
Большая горлица живёт в природе не более шести лет, хотя точный срок её жизни определить сложно, в неволе эти птицы жили более 10 лет. Многие молодые особи умирают не от болезней, а от лап хищных животных и птиц. Чем старше птица, тем меньшая вероятность, что она станет добычей, так как жизненный опыт делает их более осторожными.